# Восточный Гольштейн (район)
Восто́чный Го́льштейн (нем. Ostholstein) — район в Германии. Центр района — город Ойтин. Район входит в землю Шлезвиг-Гольштейн. Занимает площадь 1391,97 км². Население — 206 449 чел. Плотность населения — 148 человек/км².
Официальный код района — 01 0 55.
Район подразделяется на 36 общин.
Пребывание здесь русских войск в июле — декабре 1814 года вошло в историю как «казачья зима».

## Города и общины
1. Аренсбёк (8 631)
2. Бад-Швартау (19 741)
3. Даме (1 176)
4. Ойтин (17 256)
5. Фемарн (12 909)
6. Грёмиц (7 771)
7. Гроссенброде (2 227)
8. Грубе (1 047)
9. Хайлигенхафен (9 331)
10. Келленхузен (1 060)
11. Маленте (10 877)
12. Нойштадт (16 615)
13. Ольденбург (9 919)
14. Ратекау (15 862)
15. Шарбойц (11 952)
16. Штоккельсдорф (16 510)
17. Зюзель (5 372)
18. Тиммендорфер-Штранд (9 050)

Управления
Управление Гроссер-Плёнер-Зее
1. Бозау (3 564)

Управление Лензан
1. Бешендорф (542)
2. Дамлос (686)
3. Хармсдорф (735)
4. Кабельхорст (464)
5. Лензан (5 043)
6. Манхаген (417)
7. Рипсдорф (1 042)

Управление Ольденбург-Ланд
1. Гёль (1 196)
2. Гремерсдорф (1 480)
3. Херингсдорф (1 111)
4. Нойкирхен (1 158)
5. Вангельс (2 347)

Управление Остольштайн-Митте
1. Альтенкремпе (1 121)
2. Касседорф (1 587)
3. Шасхаген (2 502)
4. Шёнвальде-ам-Бунгсберг (2 557)
5. Зирксдорф (1 591)